# 色雷斯軍區
色雷斯军区为拜占庭帝国在巴尔干半岛东南部的一个军区，包括历史上同名地区的不同部分。

## 历史
传统认为该军区建立于680年左右，以应对来自于保加尔人的威胁。此推测基于文献中提及的一位贵族——西奥多，他在680/681年掌管奥普西金军区且担任色雷斯将军。然而，尚不清楚此表明色雷斯是独立存在，西奥多只是担任了双重职位，还是色雷斯在行政上与奥普西金一同管理。事实上，直至742年，文献都未能证明有独立的色雷斯将军一职，其留存最古老的印信也晚到了8世纪。军区最初的首府可能为阿德里安堡。
8世纪晚期，正值伊琳娜女皇在位，色雷斯军区被拆分开来，西部成为了马其顿军区，自此之后，军区首府迁至阿卡迪歐波利，其下属有两个师长，分别位于维泽与索佐波利斯，此外，一个名为「色雷斯师长」的职衔也被证实，可能为将军在阿卡迪欧波利的副手。阿拉伯地理学家伊本·胡尔达兹比赫与伊本·法基赫在著作中提及，色雷斯军区自长长的城墙（即安納斯塔西亞牆）一直延伸到马其顿军区，北抵保加利亚，共计有10处防御工事及5000名士兵。不过，军区的北部边境会随着对保加利亚战争中拜占庭军队的前线时有变动。起初，军区囊括了原色雷斯管区的大部分领土，除了多瑙河沿岸保加尔人定居的地区。但在遭克鲁姆、奥莫尔塔格以及西美昂一世占领后，军区边界南移至巴尔干山脉南麓，约为今保加利亚同希腊及土耳其的国界。大约在10世纪，色雷斯军区实质上只余如今东色雷斯的东半部分，尽管其沿着海岸向北一直延伸并将安希亚洛斯囊括在内。
自11世纪起，色雷斯与马其顿通常合并管理，许多将军及法官都同时管辖这两个军区，可以证明这一点。尽管「色雷斯」这一名称在巴列奥略王朝时期就不再做为行政区划使用，但是当时的一些历史学家中仍然将其作为古老术语而用到。

### 脚注
1. ↑  Haldon 1997，第216頁.
2. 1 2 3  Nesbitt & Oikonomides 1991，第155頁.
3. 1 2  Pertusi 1952，第156頁.
4. ↑  Kazhdan 1991，第2079–2080頁.
5. ↑  Pertusi 1952，第157頁.
6. ↑  Pertusi 1952，第157–158頁.
7. 1 2  Kazhdan 1991，第2080頁.

### 书籍
- Haldon, John F. . Cambridge, United Kingdom: Cambridge University Press. 1997  [2019-02-04]. ISBN 978-0-521-31917-1. （原始内容存档于2019-01-28）.
- Kazhdan, Alexander Petrovich (编). . New York, New York and Oxford, United Kingdom: Oxford University Press. 1991. ISBN 978-0-19-504652-6.
- Nesbitt, John W.; Oikonomides, Nicolas (编). . Washington, District of Columbia: Dumbarton Oaks Research Library and Collection. 1991  [2019-02-04]. ISBN 0-88402-194-7. （原始内容存档于2019-06-11）.
- Pertusi, A. . Rome, Italy: Biblioteca Apostolica Vaticana. 1952 （意大利语）.